# Barringtonia apiculata
Barringtonia apiculata là một loài thực vật có hoa trong họ Lecythidaceae. Loài này được Lauterb. mô tả khoa học đầu tiên năm 1922.